# Gymnothorax microspila
Gymnothorax microspila är en fiskart som först beskrevs av Günther, 1870.  Gymnothorax microspila ingår i släktet Gymnothorax och familjen Muraenidae. Inga underarter finns listade i Catalogue of Life.